# Milan Kodejš
Milan Kodejš (* 8. ledna 1933 Praha) je český knižní grafik, výtvarník, restaurátor, knihař a pedagog.

## Život a dílo
Narodil se v Praze. Jako vyučený knihař absolvoval v Praze Průmyslovou školu grafickou. Do roku 1958 pracoval jako restaurátor ve Státním ústředním archivu v Praze a v tomtéž roce přestoupil na pozici výtvarníka v Památníku národního písemnictví. Zde navrhoval a realizoval architekturu a výtvarné řešení mnoha desítek výstav muzea, např. českých spisovatelů Zikmunda Wintera (v roce 1962), Vladislava Vančury (v roce 1966), Franze Kafky (v roce 1967), Otokara Březiny (v roce 1968), Karla Čapka (v roce 1969), Jaroslava Haška (v roce 1975). V roce 1975 pak vypracoval výtvarný návrh expozice Památníku národního písemnictví na Strahově. K různým výstavám navrhoval plakáty. Významně se podílel i na expozicích malých literárních muzeí, rodných domků a památníků, z nichž některé lze zhlédnout i v současnosti, např. Památník Vítězslava Hálka. Některé jeho návrhy výstav se realizovaly i v zahraničí, ve Finsku, Německu, Rumunsku, Itálii a jinde. V letech 1963–1966 působil jako externí učitel v oboru knižní vazba na střední průmyslové škole grafické v Praze.Od šedesátých let pracoval pro Archiv Pražského hradu, pro který vytvořil řadu kopií významných pramenů k českým dějinám a sbírka faksimile, zde uložená a využívaná k výstavám, nemá u nás, ani ve světě obdoby Od roku 1980 je samostatným grafikem a restaurátorem. Kolekce Milanem Kodejšem zrestaurovaných středověkých antifonářů je uložena např. v knihovně muzea v Chebu. Je členem Společenstva českých knihařů, byl členem Syndikátu výtvarných umělců, Asociace restaurátorů.

#### Knižní vazby

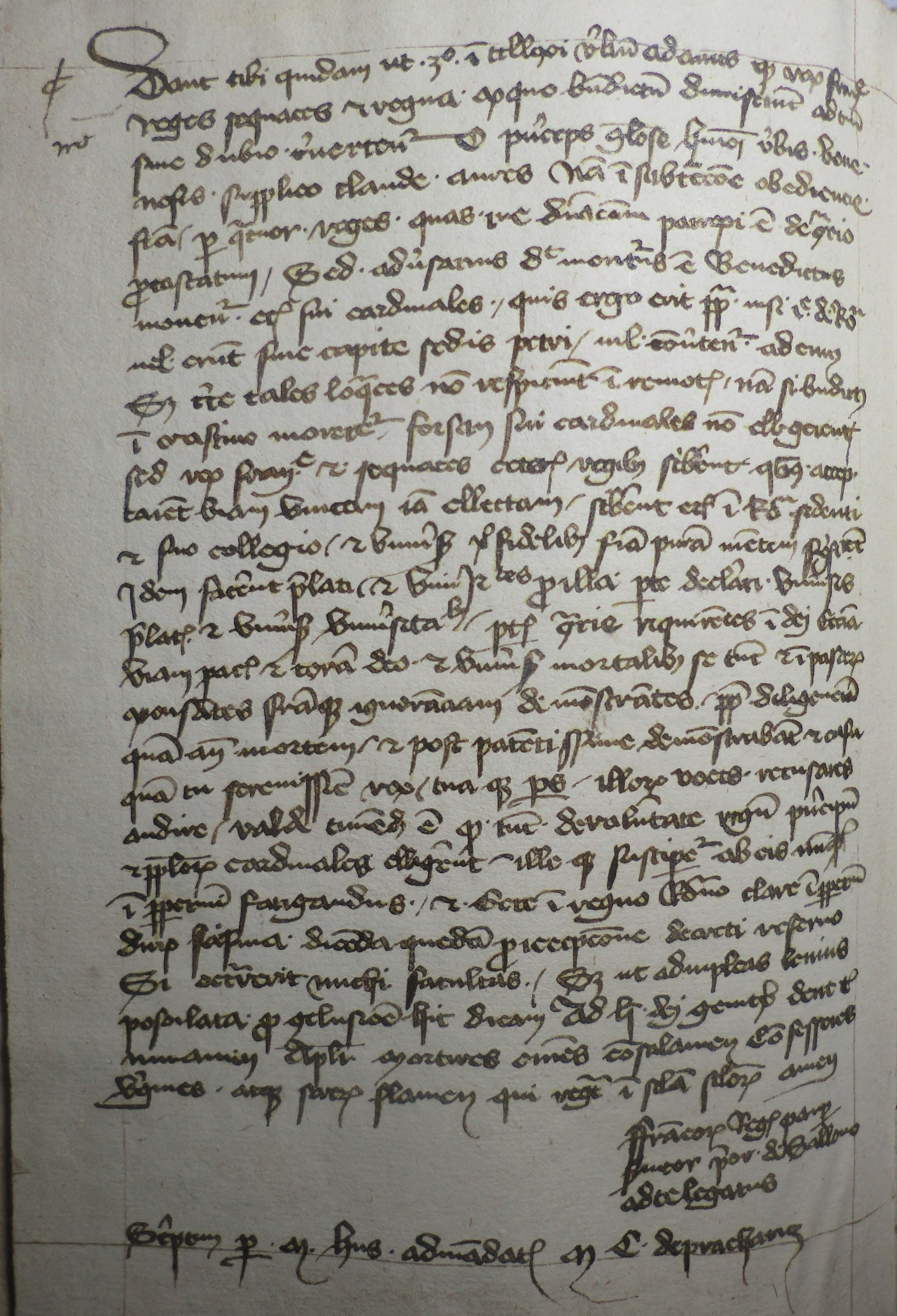
Husův autograf – faksimile 1980

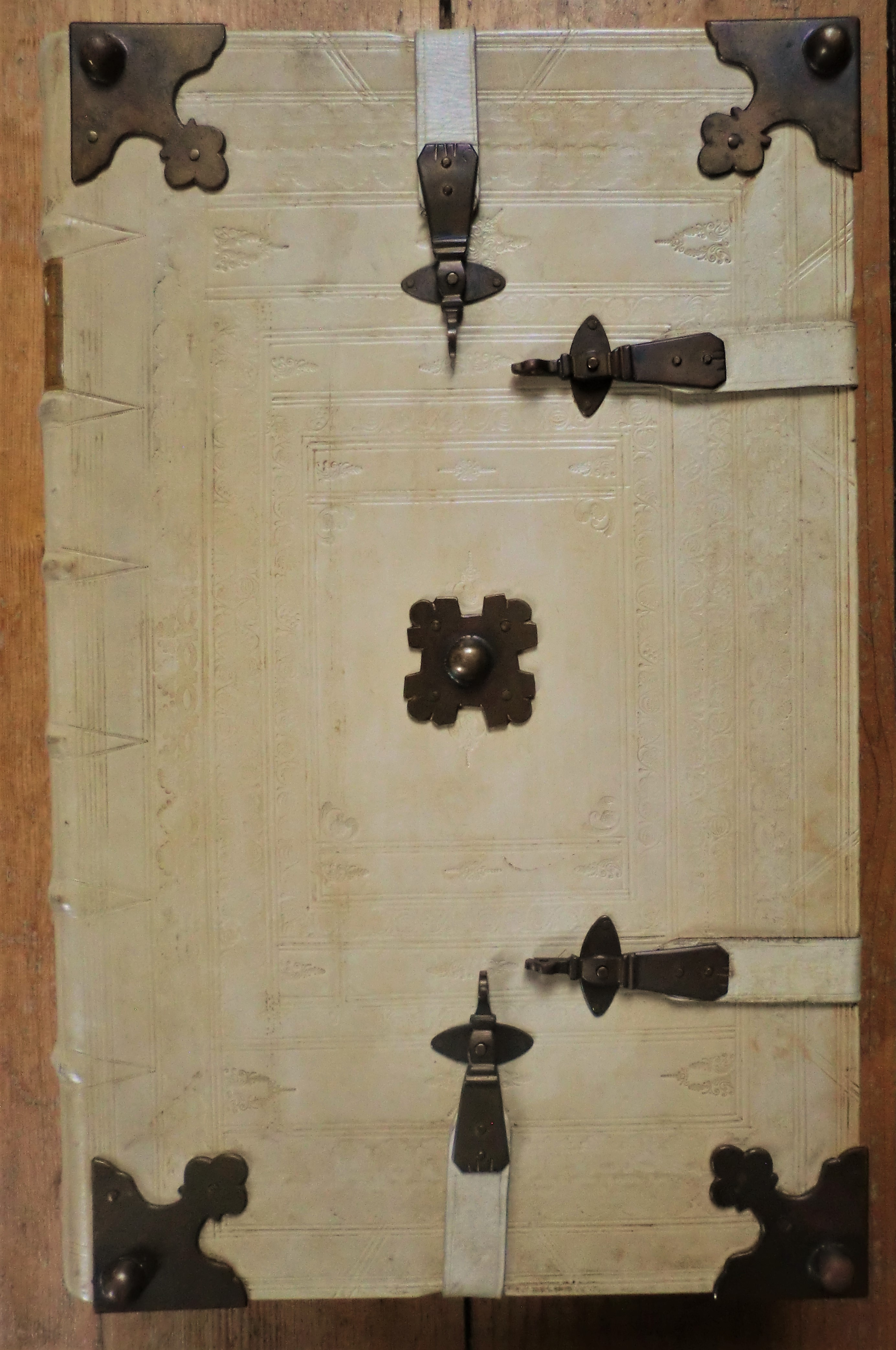
DECRETUM GRATIANI – faksimile přední vazby 1979

Knihy vázal dle vlastních výtvarných návrhů, používal zejména kozinku, teletinu, marokén nebo pergamen, vkládal umělé nebo pravé kameny, používal zlacení, slepotisk i mozaiku, pro papírové vazby používal vlastní škrobové papíry. Knižní vazby jsou ve sbírkách Umělecko-průmyslového muzea v Praze a v soukromých sbírkách. Umělecky svázal i pamětní knihu Makromolekulárního ústavu ČSAV v r. 1964 a Umělecko-průmyslového muzea v roce 1970 a Kroniku rodiny Volfů v roce 1993. V roce 1981 byl vybrán mezi deset československých uměleckých knihařů pro soutěž knižní vazby organizovanou časopisem Umění a řemesla. Zúčastňoval se trienále umělecké knižní vazby. a řady výstav užité grafiky, propagační grafiky, plakátů, umělecké knižní vazby, restaurátorských prací v Praze i v zahraničí 

#### Restaurátorské práce
- 1972–plakáty ze sbírek Uměleckoprůmyslového muzea v Praze
- 1973–pět kartonů návrhů Maxe Švabinského pro mozaiku v Památníku národního písemnictví v Praze
- 1974–kartony 23×100 cm Jana Kaplického pro mozaiku v Investiční bance v Praze
- 1976–Česká bible: Pavel Severín z Kapí hory, tisk Praha 1529. Pro Středočeské muzeum v Roztokách u Prahy
- 1977–Velký život Pána, tisk. Praha 1579. Pro Středočeské muzeum v Roztokách u Prahy
- 1978–P. A. Mattioli: Herbář, tisk. Praha 1562. Pro Středočeské muzeum v Roztokách
- 1979–1982 pět středověkých rukopisných antifonářů. Pro Chebské muzeum v Chebu
- 1982–Melantrichova bible, tisk. Praha 1549. Pro Středočeské muzeum v Roztokách u Prahy
- 1982–1983 Jenský kodex, rukopis z 16. stol., společně s J. Laudou – Národní muzeum Praha
- 1988 – Codex C 114 z let 1470–1530 – Archiv Pražského hradu
- 1989 – Kodex G 33 Zlatá legenda od Jacoba de Voragine 1.pol.15. stol. – Archiv Pražského hradu
- 1990 – Kosmograffia cžeská z roku 1554 (tištěná kniha) – Muzeum středního Pootaví Strakonice
- 1992–1993 Kodex II/1 rukopisná kniha z let 1358–1376 – Archiv Pražského hradu
- 1994 – Antifonář 17. stol. – Chebské muzeum v Chebu
- 1995 – Bible Kampanova z r. 1408 a Bible benátská z r. 1506 – Muzeum Dr. B. Horáka v Rokycanech
- 1994–1995 – Kralická bible. Šest samostatných knih z let 1579–1601 – Farní sbor československé církve evangelické, Praha 1
- 1996 – Bible Netolického – Melantricha z r. 1549 – Západočeské muzeum Plzeň
- 2001 – Glosarium locarum et nominum in st. Biblia, Nümberg 1485 – Státní okresní archiv v Chebu
- 2002 – Česká bible Pavla Severýna z Kapí hory z r. 1537 – Muzeum Dr. B. Horáka v Rokycanech
- 2003 – Kristián z Koldína – Práva městská z r. 1579 – Muzeum Dr. B. Horáka v Rokycanech

#### Faksimilieknih, listin,rukopisů
- Rukopisy a první vydání děl Jana Amose Komenského pro Muzeum J.A. Komenského v Naardenu v roce 1962
- Kyjevské listy a Pražské zlomky pro výstavu Velká Morava v roce 1967
- Zakládací listinu Univerzity Karlovy pro EXPO 1967
- Kosmovu kroniku pro Pražský hrad v roce 1969
- Zlatou bulu sicilskou z r. 1212 pro Světovou výstavu v Ósace v roce 1970
- ŽIŽKA Z TROCNOVA, Jan: Žižkův vojenský řád a Táborskou kroniku pro Státní vědeckou knihovnu v Českých Budějovicích v roce 1975

- Chiliastické prohlášení (15. století) [rukopis]. [S.l.], 1975. ca 200 s., potištěné pouze 2 s – Pro Státní vědeckou knihovnu v Českých Budějovicích (dnes Jihočeská vědecká knihovna)
- ŠTÍTNÝ ZE ŠTÍTNÉHO, Tomáš. Knížky šestery [rukopis]. [S.l.], 1975. ca 600 s., potištěné pouze 3 s. – Pro Státní vědeckou knihovnu v Českých Budějovicích
- HUS, Jan. Postilla [rukopis]. [S.l.], 1975. ca 300 s., potištěné pouze 3 s. – Pro Státní vědeckou knihovnu v Českých Budějovicích
- Rukopis České bible a koptský rukopis v pouzdře v roce 1976 pro Strahovskou knihovnu
- Budyšínský rukopis pro výstavu 1000 let česko-polských kulturních vztahů v roce 1977 pro Národní muzeum v Praze
- Svatovítský evangeliář ze 14. století, kopie vazby pro Archív Pražského hradu v roce 1979
- Husův autograf – pro Státní vědeckou knihovnu, výstava ve Zlaté Koruně v roce 1980
- Pražské zlomky hlaholské – pro Kancelář prezidenta republiky v roce 1981
- Účty za stavby na Pražském hradě z let 1589–1590, kopie celokožené renesanční vazby se slepotiskovou výzdobou – pro Archiv Pražského hradu v roce 1982
- Inventář rudolfínských sbírek z roku 1619, kopii vazby a dvou stran rukopisu – pro Kancelář prezidenta republiky v roce 1982
- Rukopisy a vzácné tisky pro Státní židovské muzeum v Praze – 1983–1984
- Vyšebrodský kodex DECRETUM GRATIANI, faksimile, Itálie, 14. století – pro Státní vědeckou knihovnu v Českých Budějovicích, pracoviště Zlatá Koruna – rok 1985
- Fragment autografu W.A. Mozart: Figarova svatba – Muzeum české hudby v Litomyšli v roce 1985
- Kodex písaře Přibíka z roku 1420 – pro Státní vědeckou knihovnu v Českých Budějovicích v roce 1986
- Autograf Jana Husa – expozice v Lobkovickém paláci – v roce 1988
- Pergamenová listina Přemysla Otakar II. z r. 1266 – Chebské muzeum 1988
- Pergamenová listina Vladislava II. z r. 1169 a listina Soběslava II z r. 1175 – Muzeum Plzeň v Mariánské Týnici 1989
- Iluminovaný rukopis z 15. stol. – Archiv Pražského hradu v roce 1990
- Alexandreida z poč. 15. stol. – Archiv Pražského hradu v roce 1990
- [Dialogorum s. Gregorii Libri IV: maketa a faksimile vyšebrodského rukopisu 1VB XCVIII] [rukopis]. [S.l.], 1990. – Pro Jihočeskou vědeckou knihovnu v Českých Budějovicích
- Pergamenová listina Karla IV. s vlastnoručním podpisem z r. 1355 – Archiv Pražského hradu 1991
- Pergamenová listina Karla IV. se zlatou bulou z r. 1355 – Okresní archiv v Chebu a Městské muzeum v Chebu 1993
- Tři umělecké kopie vzácných tištěných knih a jejich vazeb 17.–18. stol. – Židovské muzeum v Praze 1996
- Pergamenová listina s pečetí – Král Rudolf 7.6.1279 – Státní okresní archiv Cheb 1998
- Pergamenová listina Jana Lucemburského s pečetí z 23.10.1322 – Státní okresní archiv v Chebu 1999
- Rukopis Metropolitní kapituly u sv. Víta sign. K 14 15. stol. – Archiv Pražského hradu 2001
- Pergamenová listina krále Ludvíka s pečetí o zastavení města Chebu českému králi z 26.8.1315 – Státní okresní archiv Cheb 2002

### Výstavy – samostatné a výběrově účast na ostatních
- 1967 "Franz Kafka " – Památník Národního písemnictví a v roce 1967 ve švédské verzi Stockholm
- 1968 Bienále užité grafiky; výstavní tvorba – Brno (spoluúčast)
- 1974 Bienále užité grafiky ; propagační grafika a plakát – Brno (spoluúčast)

- 1978 "Dvacet let práce v muzeu" – Památník národního písemnictví (samostatná výstava)
- 1980 "Přehlídka československého výtvarného umění“ – restaurátorské práce – Galerie Československý spisovatel Praha (spoluúčast)
- 1989 "Restaurátorské umění 1948–1988" – Mánes Praha (spoluúčast)
- 1982 "Z ateliéru" užitá grafika, knižní vazby a restaurování – Chebské muzeum v Chebu (samostatná výstava)
- 1984 "Výtvarné a restaurátorské práce" – Středočeské muzeum Roztoky u Prahy (samostatná výstava)
- 1986 " Restaurátorské práce, knižní vazby, umělecké kopie, užitá grafika" – Zlatá Koruna, pořadatel Státní vědecké knihovna v Českých Budějovicích (samostatná výstava)
- 1993 "Výtvarné a restaurátorské práce – Památník národního písemnictví v Praze (samostatná výstava)
- 1993 "Výtvarné a restaurátorské práce" – výstava k životnímu jubileu – Chebské muzeum Cheb (samostatná výstava)
- 1997 "Český plakát šedesátých let" – Moravská galerie[17] (spoluúčast)

### Plakáty
- 1963 Nejvzácnější autografy
- 1964 Tisky Josefa Portmana
- 1964 Goethe a Čechy
- 1965 Kulturní plakát – Milán, Itálie
- 1966 Vladislav Vančura
- 1966 W. B. Yeats
- 1967 Svět literatury
- 1969 Jiří Orten
- 1971 Generace avantgardy
- 1973 Jaroslav Hašek
- 1977 Alšova země
- 1979 Josef Sudek, výstava fotografií z pozůstalosti
- Plakáty k vlastním výstavám
- Český plakát – Moravská galerie v Brně[18]